# Gyrostoma inequale
Gyrostoma inequale is een zeeanemonensoort uit de familie Actiniidae.
Gyrostoma inequale is voor het eerst wetenschappelijk beschreven door McMurrich in 1893.